# 아소 가즈코
아소 가즈코(일본어: 麻生 和子 あそう かずこ[*], 1915년 5월 13일 ~ 1996년 3월 15일)은 일본의 제 45, 48~51대 내각총리대신 요시다 시게루의 딸이다. 제 92대 내각총리대신 아소 타로의 어머니이다.

## 생애
1915년 (다이쇼 4년) 5월 13일, 중국 안동에서 태어났다. 아버지는 요시다 시게루, 어머니는 요시다 유키코이다. 부모님을 따라 1919년 (다이쇼 8년) 파리, 1920년 (다이쇼 9년) 런던으로 향한다. 스트레텀 힐의 초등학교에 다녔다. 1922년 (다이쇼 11년), 톈진으로 옮겨, 재화영국인초등학교에 다녔다. 1923년 (다이쇼 12년), 여름방학에 일시 귀국하였는데, 관동대지진이 일어나, 이후, 가족은 도쿄에 남았고, 아버지만 펑톈으로 단신 부임하였다. 성심여학원어학교를 졸업했다. 
1930년 (쇼와 5년) 12월, 아버지의 이탈리아 대사 부임에 따라 로마로 옮겨, 로마 성심여학원 (Trinità dei Monti)을 거쳐 런던대학으로 유학하였다. 1930년, 15세의 무렵이었던 그녀는 그때부터 부모의 비서를 맡았다. 또, 어머니 유키코의 영향도 있어 열성적인 가톨릭 신자가 된다. 세레명은 마리아 도르테아이다.
1934년 (쇼와 9년) 10월부터의 부모의 외무사찰사로서 유럽과 미국 방문에 동행했다. 1936년 (쇼와 11년)의 2ㆍ26사건에서는 유가와라 체류 중, 반란군 병사에게 습격을 받고 있던 할아버지 마키노 노부아키가 카즈코와 할머니의 재치로 궁지를 벗어난다. 같은 해 6월, 부모의 주영국 대사 부임 이후, 1938년 (쇼와 13년) 9월, 귀조 명령에 따라 외교 일선에서 물러날 때까지, 어머니 유키코와 함께 아버지를 돕는다. 같은 해 12월 아소 상점의 사장인 아소 타카키치와 결혼한다. 자식으로는 아소 타로, 토모히토 친왕비 노부코가 있다. 1941년 (쇼와 16년) 10월, 어머니 유키코가 사망했다.
1946년 (쇼와 21년) 5월, 아버지 시게루가 총리대신에 취임했다. 1951년 (쇼와 26년) 9월 8일, 샌프란시스코 강화조약 체결 회의에 총리대신인 아버지 시게루를 사설 비서로 수행했다. 1967년 (쇼와 42년) 10월 20일, 아버지 시게루가 사망할 때까지 간호하였다. 전날, 후지산을 보고싶다는 아버지의 마지막 말에 따라 카즈코는 안아 일으켰다고 한다. 아버지 시게루의 장례식은 카즈코 등 친족에 의해 도쿄 카테드랄에서 행해졌고, 후에 다시 국장이 행해졌다. 
1980년 (쇼와 55년) 12월 2일, 남편 아소 타카키치가 사망했다. 1986년 (쇼와 61년) 11월, 훈이등보관장을 받았다. 1993년 (헤이세이 5년) 12월에, 저서 「아버지 요시다 시게루」가 광문사에서 출판되었다. 1996년 (헤이세이 8년), 만 80세의 나이로 사망하였다. 

## 가족
- 외증조부 : 오오쿠보 토시미치 (정치가)
- 외증조모 : 오오쿠보 마스코
- 외증조부 : 미시마 미치츠네 (정치가)
- 친조부 : 타케우치 (타케노우치) 츠나 (사업가, 정치가)
- 양조부 : 요시다 켄조 (사업가)
- 외조부 : 마키노 노부아키 (정치가)
- 아버지 : 요시다 시게루 (45대, 48~51대 내각총리대신)
- 어머니 : 요시다 유키코 (마키노 노부아키의 장녀)
- 오빠 : 요시다 켄이치 (문예평론가, 소설가)
- 남편 : 아소 타카키치
- 장남 : 아소 타로 (사업가, 92대 내각총리대신, 장인 스즈키 젠코
- 3남 : 아소 유타카 (사업가, 아소 휴머니 센터 대표, 아소 시멘트 사장. 장인 타케미 타로)
- 차녀 : 아라후네 아사코 (사회복지법인 청소년 복지 센터 이사장, 남편 외교관 아라후네 키요히코)
- 3녀 : 토모히토 친왕비 노부코
- 손자 : 아소 이와오 (사업가)
- 손자 : 아소 타케시
- 손녀 : 아키코 여왕
- 손녀 : 요코 여왕

## 저서
- 아버지 요시다 시게루 (광문사, 1993년 12월)
  - 문고판 : 광문사 지혜의 숲 문고, 2007년 9월
  - 문고판 : 신초문고 (신초샤), 2012년 9월 1일

## 연기한 배우

### 영화
- 소설 요시다 학교 (1983년, 토호) - 배우 나츠메 마사코
- 226 (1989년, 쇼치쿠) - 배우 마츠시타 미치코
- 일본독립 (2020년, 시네메디어) - 배우 우메미야 마사코

### TV드라마
- 요시다 시게루 (1983년, TBS) - 배우 요시나가 사유리
- 드라마 스페셜 시라스 지로 (2009년, NHK) - 배우 코노에 하나
- 지고 이긴다 ~전후를 창조한 남자 요시다 시게루~ (2012년, NHK) - 배우 스즈키 안
- 미국에게 지지 않았던 남자 ~바보 총리 요시다 시게루~ (2020년, TV도쿄) - 배우 아라키 유코

### 무대
- 여명의 바람 (2008년, 다카라즈카 가극단 소라구미) - 배우 후지사키 리에 / 아이하나 치사키 (※역할 이름은 결혼 전 성인 요시다 카즈코)